# Blet (Cher)
Blet és un municipi francès, situat al departament de Cher i a la regió de Centre – Vall del Loira. L'any 2007 tenia 635 habitants.

## Demografia

### Població
El 2007 la població de fet de Blet era de 635 persones. Hi havia 260 famílies, de les quals 88 eren unipersonals (44 homes vivint sols i 44 dones vivint soles), 104 parelles sense fills, 60 parelles amb fills i 8 famílies monoparentals amb fills.
La població ha evolucionat segons el següent gràfic:
Habitants censats

### Habitatges
El 2007 hi havia 382 habitatges, 275 eren l'habitatge principal de la família, 59 eren segones residències i 49 estaven desocupats. 353 eren cases i 24 eren apartaments. Dels 275 habitatges principals, 210 estaven ocupats pels seus propietaris, 54 estaven llogats i ocupats pels llogaters i 11 estaven cedits a títol gratuït; 3 tenien una cambra, 27 en tenien dues, 58 en tenien tres, 65 en tenien quatre i 121 en tenien cinc o més. 196 habitatges disposaven pel capbaix d'una plaça de pàrquing. A 142 habitatges hi havia un automòbil i a 95 n'hi havia dos o més.

### Piràmide de població
La piràmide de població per edats i sexe el 2009 era:
| Homes | Edats   | Dones |
| ----- | ------- | ----- |
| 0     | 95 o +  | 4     |
| 8     | 90 a 94 | 8     |
| 8     | 85 a 89 | 12    |
| 0     | 80 a 84 | 4     |
| 12    | 75 a 79 | 16    |
| 20    | 70 a 74 | 28    |
| 36    | 65 a 69 | 20    |
| 24    | 60 a 64 | 20    |
| 20    | 55 a 59 | 24    |
| 28    | 50 a 54 | 28    |
| 20    | 45 a 49 | 12    |
| 20    | 40 a 44 | 24    |
| 28    | 35 a 39 | 12    |
| 28    | 30 a 34 | 16    |
| 4     | 25 a 29 | 28    |
| 20    | 20 a 24 | 8     |
| 28    | 15 a 19 | 24    |
| 12    | 10 a 14 | 16    |
| 20    | 5 a 9   | 12    |
| 4     | 0 a 4   | 8     |

## Economia
El 2007 la població en edat de treballar era de 380 persones, 263 eren actives i 117 eren inactives. De les 263 persones actives 218 estaven ocupades (121 homes i 97 dones) i 44 estaven aturades (19 homes i 25 dones). De les 117 persones inactives 35 estaven jubilades, 23 estaven estudiant i 59 estaven classificades com a «altres inactius».

### Ingressos
El 2009 a Blet hi havia 284 unitats fiscals que integraven 619 persones, la mediana anual d'ingressos fiscals per persona era de 14.703 €.

### Activitats econòmiques
Dels 31 establiments que hi havia el 2007, 1 era d'una empresa alimentària, 1 d'una empresa de fabricació d'altres productes industrials, 5 d'empreses de construcció, 5 d'empreses de comerç i reparació d'automòbils, 1 d'una empresa de transport, 1 d'una empresa d'hostatgeria i restauració, 2 d'empreses immobiliàries, 8 d'empreses de serveis, 4 d'entitats de l'administració pública i 3 d'empreses classificades com a «altres activitats de serveis».
Dels 7 establiments de servei als particulars que hi havia el 2009, 1 era una oficina de correu, 1 taller de reparació d'automòbils i de material agrícola, 2 paletes, 1 fusteria, 1 electricista i 1 agència immobiliària.
Dels 3 establiments comercials que hi havia el 2009, 1 era una botiga de més de 120 m², 1 una botiga de menys de 120 m² i 1 una fleca.
L'any 2000 a Blet hi havia 24 explotacions agrícoles que ocupaven un total de 2.805 hectàrees.

## Equipaments sanitaris i escolars
El 2009 hi havia 1 farmàcia i 1 ambulància.
El 2009 hi havia una escola elemental integrada dins d'un grup escolar amb les comunes properes formant una escola dispersa.

## Poblacions més properes
El següent diagrama mostra les poblacions més properes.